# 画家の兄フィリップ・ルーベンス
『画家の兄フィリップ・ルーベンス』（がかのあにフィリップ・ルーベンス、英: Philippe Rubens, the Artist's Brother）、または『フィリップ・ルーベンスの肖像』（フィリップ・ルーベンスのしょうぞう、蘭: Portret van Philip Rubens、英: Portrait of Philippe Rubens）は、フランドルのバロック期の巨匠ピーテル・パウル・ルーベンスが1610-1611年にオーク板上に油彩で描いた肖像画である。ルーベンスの兄で、1611年に早世したフィリップ・ルーベンス (1574-1611年) を描いている。作品は1926年以来、米国ミシガン州のデトロイト美術館に所蔵されている。

## 作品

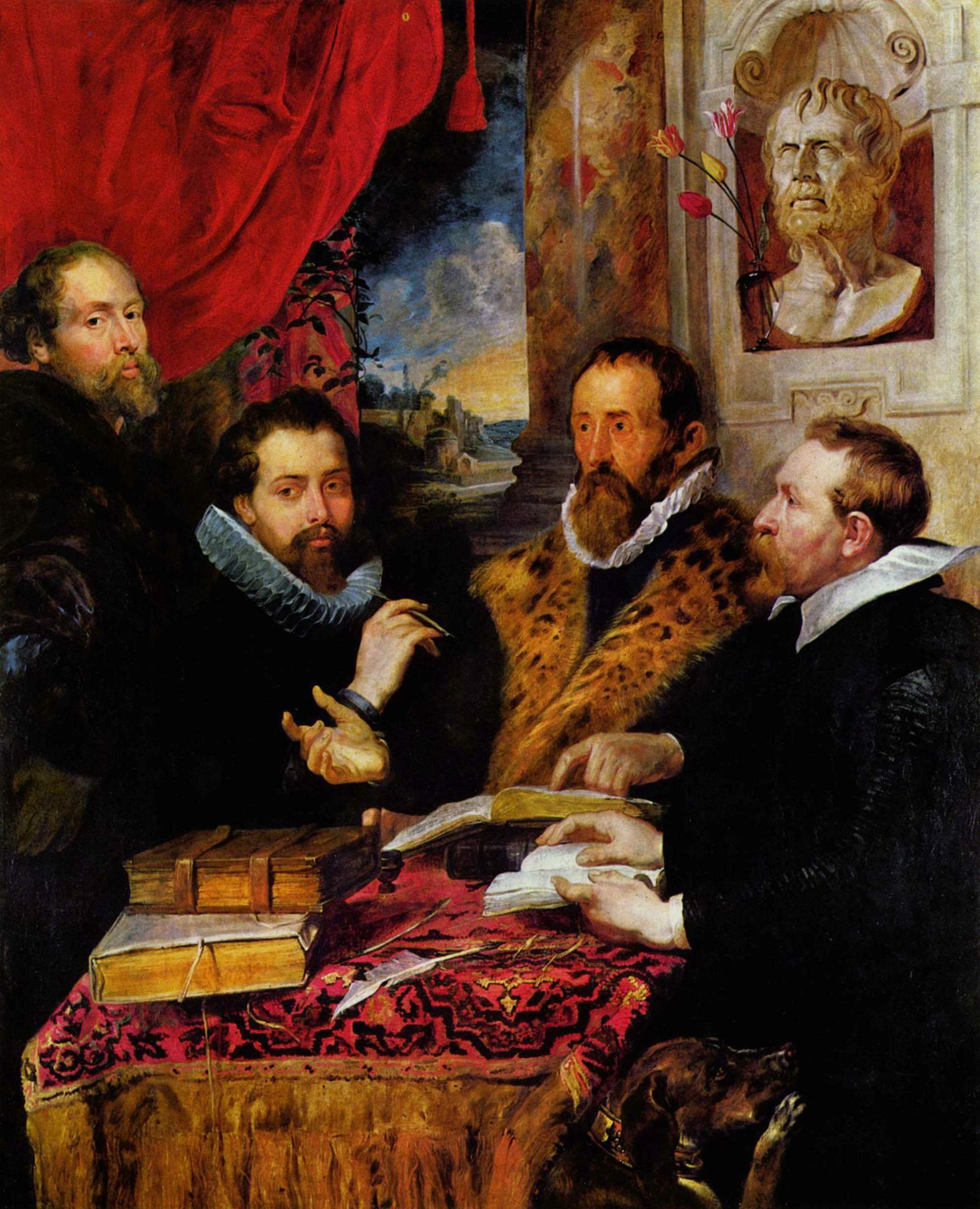
ルーベンス『四人の哲学者』 (1611-1612年)、パラティーナ美術館、フィレンツェ

フィリップ・ルーベンスは、南ネーデルラントの高名な新ストア派の学者ユストゥス・リプシウスの弟子で、古典古代の言語と文化の研究に携わった人文主義者であった。フィリップは、1601-1607年にイタリアに滞在し、アスカニオ・コロンナ枢機卿に仕えた。その間、やはりイタリアにいたルーベンスと一時同居するなど、頻繁に行動をともにした。アントウェルペンに戻った後は、アントウェルペン市の書記官となるが、1611年に死去した。
フィリップは、黒い衣服と白い大きな襞襟を身に着けた胸像として表されている。やや顔を右方に向けて、視線を鑑賞者をしっかりと見つめている。顔の部分は明暗のコントラストを強調して、細かい筆致で丹念にモデリングが行われている。これはルーベンスがイタリアから戻って間もない時期に特徴的な技法で、フィリップの亡くなった時期と一致する。背景は粗い筆致で褐色に表現され、何も描かれていない。
ルーベンスは、おそらく本作をアントウェルペンのシント・ミヒール修道院教会堂のフィリップの墓の墓碑として制作したのではないかと考えられている。18世紀の教会堂内の美術作品に関する文書にしばしば墓碑肖像画に関する言及が見出されるからである。しかし、その肖像画は楕円形であったという記述があり、本作が方形であり、かつて楕円形であったことを示す改変の跡も見られないことから、このことを疑問視する見方もある。
なお、フィレンツェのパラティーナ美術館には、本作と同じ頃に制作されたと推測される、名高い『四人の哲学者』が所蔵されている。その画面には、左側にフィリップ、中央に彼の師リプシウス、右側に学問仲間のヨアネス・ウォウウェリスが座し、フィリップの背後にはルーベンス自身が立っている。背景の壁龕には、セネカの胸像とともに花瓶に生けられた4本のチューリップが描かれている。そのうちの2本は開ききっており、すでに逝去したリプシウスとフィリップを象徴していると考えられる。『四人の哲学者』も本作同様、ルーベンスが兄の死を悼んで制作したと考えられる。